# 「キラキラ☆プリキュアアラモード」キャラクターソングシングル sweet etude
「「キラキラ☆プリキュアアラモード」キャラクターソングシングル sweet etude」（キラキラプリキュアアラモード キャラクターソングシングル スィート・エチュード）は、マーベラスから発売された一連のシングルシリーズ。

## 概要
テレビアニメ『キラキラ☆プリキュアアラモード』の挿入歌として用いられている、プリキュアのキャラクターソングを各キャラクターごと1枚ずつのシングルに収録したCD。2017年4月26日に初期メンバー5人のシングルが発売され、同年8月2日に追加メンバーのキュアパルフェのシングルが発売された。
各キャラクターの歌う楽曲とそのオリジナル・カラオケバージョンに加え、アニメのエンディングテーマである「レッツ・ラ・クッキン☆ショータイム」のカバーバージョンを収録している。
封入特典としてジャケットサイズステッカー、また初期5人のシングルには2017年10月7日に開催されたライブイベントのチケット先行予約応募券が各1枚封入されている。

## sweet etude 1 キュアホイップ（CV：美山加恋）
宇佐美いちか/キュアホイップ（CV：美山加恋）のキャラクターソングを収録したCD。
収録曲
1. ダイスキにベリーを添えて
作詞：藤本記子（Nostalgic Orchestra）[4]、作曲・編曲：板垣祐介
  - テレビアニメ『キラキラ☆プリキュアアラモード』挿入歌
2. レッツ・ラ・クッキン☆ショータイム〜キュアホイップ・バージョン〜
作詞・作曲：藤本記子（Nostalgic Orchestra）、編曲：福富雅之（Nostalgic Orchestra）[4]
3. ダイスキにベリーを添えて（オリジナル・カラオケ）

## sweet etude 2 キュアカスタード（CV：福原遥）
有栖川ひまり/キュアカスタード（CV：福原遥）のキャラクターソングを収録したCD。
収録曲
1. プティ＊パティ∞サイエンス
作詞：六ツ見純代、作曲・編曲：板垣祐介
  - テレビアニメ『キラキラ☆プリキュアアラモード』挿入歌
2. レッツ・ラ・クッキン☆ショータイム〜キュアカスタード・バージョン〜
3. プティ＊パティ∞サイエンス（オリジナル・カラオケ）

## sweet etude 3 キュアジェラート（CV：村中知）
立神あおい/キュアジェラート（CV：村中知）のキャラクターソングを収録したCD。
収録曲
1. 青空Alright
作詞：ミズノゲンキ、作曲・編曲：睦月周平
  - テレビアニメ『キラキラ☆プリキュアアラモード』挿入歌
2. レッツ・ラ・クッキン☆ショータイム〜キュアジェラート・バージョン〜
3. 青空Alright（オリジナル・カラオケ）

## sweet etude 4 キュアマカロン（CV：藤田咲）
琴爪ゆかり/キュアマカロン（CV：藤田咲）のキャラクターソングを収録したCD。
収録曲
1. CAT MEETS SWEETS
作詞：藤本記子（Nostalgic Orchestra）[4]、作曲・編曲：サイトウヨシヒロ
  - テレビアニメ『キラキラ☆プリキュアアラモード』挿入歌
2. レッツ・ラ・クッキン☆ショータイム〜キュアマカロン・バージョン〜
3. CAT MEETS SWEETS（オリジナル・カラオケ）

## sweet etude 5 キュアショコラ（CV：森なな子）
剣城あきら/キュアショコラ（CV：森なな子）のキャラクターソングを収録したCD。
収録曲
1. ショコラ・エトワール
作詞：eNu、作曲・編曲：Kohei by SIMONSAYZ
  - テレビアニメ『キラキラ☆プリキュアアラモード』挿入歌
2. レッツ・ラ・クッキン☆ショータイム〜キュアショコラ・バージョン〜
3. ショコラ・エトワール（オリジナル・カラオケ）

## sweet etude 6 キュアパルフェ（CV：水瀬いのり）
キラ星シエル/キュアパルフェ（CV：水瀬いのり）のキャラクターソングを収録したCD。
収録曲
1. 虹色エスポワール
作詞：六ツ見純代、作曲・編曲：加藤賢二
  - テレビアニメ『キラキラ☆プリキュアアラモード』挿入歌
2. レッツ・ラ・クッキン☆ショータイム〜キュアパルフェ・バージョン〜
3. 虹色エスポワール（オリジナル・カラオケ）